# Морозов, Сергей Александрович (искусствовед)
Сергей Александрович Морозов (1905—1983) — советский искусствовед и  фотограф, историк и теоретик фотоискусства, журналист, редактор, писатель
,, автор теоретических и биографических книг, в том числе книги «Творческая фотография». Заслуженный работник культуры РСФСР.

## Биография
Родился в Семипалатинске. В печати начал выступать с 1925 года. Окончил в 1930 году Высшие Государственные литературные курсы в Москве. В течение нескольких десятилетий работал в московских газетах и журналах, в том числе в отделе литературы газеты «Правда»; также работал редактором в агентстве «Союзфото». В годы Великой Отечественной войны, будучи редактором издательства «Молодая гвардия», занимался выпуском военной литературы для молодежи.
Морозов выпустил несколько книг по фотографии, самой значительной из которой стала изданная посмертно (в 1985 году) «Творческая фотография». Она стала обобщением трудов автора по истории и теории творческой фотографии за многие годы.
Среди других работ Морозова — выпущенные издательством «Молодая гвардия» в серии «ЖЗЛ» биографии композиторов Сергея Прокофьева (1967) и Иоганна Себастьяна Баха (1975).